# 우루과이 문민군부독재
우루과이 문민군부독재(스페인어: Dictadura cívico-militar en Uruguay)란 미국의 사주를 받은 1973년 우루과이 쿠데타로부터 1985년 3월 1일까지 12년간 지속된 우루과이의 극우 군사독재정권이다. 이 군사독재정권은 반대파 탄압, 언론 탄압, 인권침해, 대량 학살, 고문, 실종자 발생 등으로 악명이 높다. "문민군부독재"라는 말은 우루과이 군사독재정권이 라틴아메리카의 군사독재정권들과 달리 군사쿠데타 이후에도 문민정치인이 국가원수로서 재임했음을 의미하나, 실질적인 권한은 군사독재정권의 수장들이 쥐고 있었고, 대통령도 그들이 지명했다.

## 같이 보기
- 콘도르 작전